# Arion (mangá)
Arion (アリオン) é uma série de manga escrita e ilustrada por Yoshikazu Yasuhiko, e publicada na revista Monthly Comic Ryū pela editora Tokuma Shoten entre março de 1979 e setembro de 1984. A adaptação cinematográfica foi realizada por Yoshikazu Yasuhiko, e lançada a 15 de março de 1986.

## Enredo
A história centra-se em Árion, um rapaz que foi sequestrado por Hades quando criança, e que foi criado acreditando que Zeus teria cegado sua mãe, e acha que matar o governante do monte Olimpo pode curá-la.

## Elenco
- Shigeru Nakahara - Árion
- Miki Takahashi - Resphoina
- Mayumi Tanaka - Séneca
- Hirotaka Suzuoki - Apolo
- Masako Katsuki  - Atena
- Chikao Ōtsuka - Hades
- Kiyoshi Kobayashi - Posídon
- Masanobu Ōkubo - Zeus
- Ichirō Nagai - Licaão
- Reiko Mutō - Deméter
- Hideyuki Tanaka - Prometeu
- Kazue Komiya -  Árion (jovem)
- Ryōko Kinomiya - Gaia
- Toku Nishio - Gid
- Daisuke Gōri - Héracles
- Bin Shimada - Ares
- Takako Ōta - Pio
- Kōhei Miyauchi - Ethos
- Hisako Kyōda - esposa de Ethos
- Tomomichi Nishimura - padre

## Publicação
Escrito e ilustrado por Yoshikazu Yasuhiko, Arion foi serializado na revista Monthly Comic Ryū da Tokuma Shoten, de 20 de maio de 1979 a 1 de novembro de 1984. Tokuma Shoten reuniu seus capítulos em cinco volumes tankōbon, publicados de 10 de novembro de 1980 a 10 de janeiro de 1985.